# Jeanne Boutbien
Jeanne Boutbien (sinh ngày 8 tháng 4 năm 1999) là một vận động viên bơi lội người Sénégal. Cô đã tham gia cuộc thi tự do 100 mét nữ tại Giải vô địch thể thao dưới nước thế giới 2017.